# 네메스도르프 학살

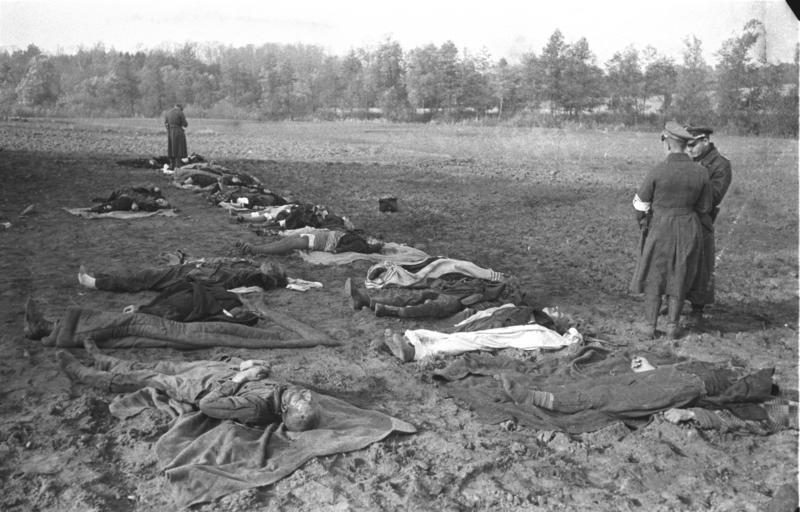

네메스도르프 학살(독일어: Massaker von Nemmersdorf)은 제2차 세계 대전 막바지인 1944년 10월 21일에 소련 붉은 군대가 동프로이센 네메스도르프(오늘날의 칼리닌그라드 마야콥스코예)에서 독일인들을 상대로 벌인 집단강간 및 살인 사건이다. 독일인 뿐 아니라 프랑스 및 벨기에인 포로 50명도 학살당했다.
제11친위군 제2친위전차군단 소속 제25친위전차여단 제2대대는 1944년 10월 21일 앙게라프 교를 통해 안그라파강을 건너 강 서안 네메스도르프에 교두보를 마련했다. 독일군은 다리를 탈환하려 했으나 소련군 전차와 이를 지원하는 보병 병력에 의해 여러 차례 격퇴되었다. 독일군이 공습을 벌이자 소련군은 엄폐호로 들어갔는데, 이 엄폐호에는 지역 민간인 남녀 14명이 먼저 들어와 있었다. 중상을 입고 생존한 여성 게르다 메크출라트(Gerda Meczulat)의 증언에 따르면, 소련군은 독일 민간인들에게 밖으로 나오라고 명령한 뒤 지근거리에서 그들을 사살했다. 밤이 되자 소련군 제25전차여단은 강 동안으로 후퇴하여 로민테 강을 따라 방어선을 구축하라는 명령을 받아 교두보를 버리고 후퇴했다. 얼마 뒤 독일 국방군이 네메스도르프를 재탈환하여 학살 현장을 발견하게 되었다.
나치 독일 당국은 국제조사위원회를 조직했다. 위원장은 에스토니아의 햘마르 매에였고, 스페인, 스웨덴, 스위스 등 중립국 사람들이 위원으로 참여했다. 의료위원회는 여성 사망자(가장 어린 이가 8세, 가장 늙은 이가 84세)는 모두 죽기 전에 강간당했다는 결론을 내렸다. 국가대중계몽선전부는 나치당 당보 《푈키셔 베오바흐터》와 영화 《독일 주간평론》을 통해 소련군이 민간인 수십 명을 죽였다고 대대적으로 선전했다. 또한 말 목장에서 노역을 하던 프랑스계 및 벨기에계 포로 50명도 소련군에게 죽었다고 했다.
전쟁이 끝난 뒤 독일군 제4군 참모장이었던 에리히 데틀레프젠 소장은 1946년 7월 5일 노이울름의 미군 재판소에서 다음과 같이 증언했다.
| “ | 1944년 10월, 러시아 부대가 일시적으로 네메스도르프에 진입하여 민간인을 학살했다. 그들은 헛간 문에 못을 박아 민간인들을 가두고 쏘아 죽였다. 많은 여성들이 강간당한 뒤 사살되었다. 이 학살 와중에 러시아 병사들은 프랑스 전쟁포로 50여명도 사살했다. 이후 48시간 뒤 독일군이 지역을 재탈환했다. | ” |

쾨니히스베르크 출신으로 독일군이 네메스도르프를 재탈환했을 때 국민돌격대 중대장이었던 카를 포트레크(Karl Potrek)는 1953년 이렇게 증언했다.
| “ | 텃밭에 수레 한 대가 서 있었는데, 벌거벗은 여자들이 그 수레에 양 손이 마치 십자가형을 당한 것처럼 못박혀 있었다 ... "로테르 크루크"라는 큰 여관 옆에 헛간이 하나 있었는데, 헛간 앞뒷문에 각각 한 명씩 벌거벗은 여자들이 십자가형을 당한 것처럼 손이 못박혀 있었다. .... 이 동네에서 우리는 어린아이들과 74세의 노파까지 포함해 여자 총 72명을 발견했고, 그들은 모두 죽어 있었다 ... 아기 몇 명은 머리통이 터뜨려져 있었다. | ” |

1944년 당시 국가대중계몽선전부는 독일 병사들을 고취시키기 위해 학살의 과정을 생생하게 묘사한 그림자료를 배포했다. 전선 지역의 민간인들이 이에 빠르게 반응하여, 국민돌격대 자원입대자 수가 증가했다. 또 많은 민간인들이 공황에 빠져 집단적으로 고향을 버리고 서쪽으로 도망갔다.
독일인들에게 "네메스도르프"는 소련군이 저지른 전쟁범죄의 상징처럼 되었고, 구 동독 지역에서 벌어진 최악의 행위로 여겨지게 되었다. 그러나 1991년 소련이 멸망한 뒤 확보된 새로운 자료들에 바탕해 이 학살이 괴벨스에 의해 윤색, 조작되었다고 주장하는 학자들이 나타났다. 베른하르트 피슈가 1997년에 쓴 《1944년 10월 네메스도르프》는 이사건을 러시아의 입장에서 서술한 최초의 단행본이다. 피슈는 2차대전 당시 국방군 군인으로 복무한 동프로이센인 출신으로, 네메스도르프가 재탈환되고 며칠 뒤 그 현장에 있었는데 《독일 주간평론》에서 보여준 영상과 현장의 모습이 달랐다는 것을 기억해내고 사실과 허구를 구분하기 위해 조사에 나섰다. 피슈는 독일과 러시아 양쪽의 증인들 다수(e.g. 제11친위군 전 사령관 쿠즈마 갈리츠키 장군 등)을 면담하고, 네메스도르프 사진으로 알려진 사진들 중 최소 몇 장은 사실 다른 동프로이센 마을에서 촬영된 것이며, 악명높은 십자가형이 이루어진 헛간은 네메스도르프에 존재하지도 않았다는 결론을 내렸다. 요아힘 라이슈는 학살 사건이 벌어졌다는 당일 해당 교두보 현장에 직접 있었다고 주장하는데, 그에 따르면 소련군 여단이 교두보에 머무른 시간은 불과 몇 시간도 되지 않았다고 한다.
그래도 세부사항과 희생자 수에 이견이 있을 수는 있어도 소련군이 네메스도르프에서 학살을 저질렀다는 사실 자체는 분명하다고 생각하는 학자들도 여전히 있으며, 이언 커쇼가 대표적이다. 독일 연방문서보관소에는 2차대전 당시 나치 관헌들이 네메스도르프 학살 피해자들에게 채록한 증언 및 사진들이 다수 남아 있다. 네메스도르프 외에도 메트게텐 등 동프로이센의 다른 지역에서 벌어진 소련군의 학살 증거도 있다. 앨프리드 드 자야스는 1944년 10월 네메스도르프 지역에 있었던 독일군 병사 및 장교들과, 러시아군이 진격해오기 전 독일 민간인들과 함께 도망갔던 프랑스인 및 벨기에인 포로들을 면담하고 그 결과들을 종합하여 《포츠담의 응보》, 《끔찍한 복수》 두 권의 단행본을 출간했다.